# Meleon madagascarensis
Meleon madagascarensis är en spindelart som först beskrevs av Fred R. Wanless 1978.  Meleon madagascarensis ingår i släktet Meleon och familjen hoppspindlar. Inga underarter finns listade i Catalogue of Life.